# Rodion Szczedrin
Rodion Konstantinowicz Szczedrin (ros. Родион Константинович Щедрин; ur. 16 grudnia 1932 w Moskwie) – radziecki i rosyjski kompozytor, pianista, przewodniczący Związku Kompozytorów ZSRR (1973–1990), Ludowy Artysta ZSRR (1981), deputowany do Rady Najwyższej ZSRR 12. kadencji (1989–1991).

## Życiorys
W latach 1950–1955 studiował w Konserwatorium Moskiewskim. W 1958 poślubił primabalerinę Teatru Bolszoj Maję Plisiecką, dla której w następnych latach skomponował kilka baletów. Najsławniejszym była Carmen, adaptacja opery Georges’a Bizeta. Ostatni (Dama z pieskiem) był prezentem, jaki ofiarował żonie na 60. urodziny. W latach 60. XX w. Rodion Szczedrin był ważną postacią w radzieckim życiu muzycznym; w latach 1973–1990 był przewodniczącym Związku Kompozytorów Rosyjskich. W 1989 został deputowanym do Rady Najwyższej ZSRR, gdzie przystąpił do grupy osób działających na rzecz wsparcia „pieriestrojki”. W 1992 przeprowadził się do Monachium, gdzie mieszka do dzisiaj.
Muzyka Szczedrina uważana jest za bardzo typową kontynuację rosyjskiej tradycji. Kompozytor pisze głównie do librett według literatury rosyjskiej i do rosyjskiej poezji, również muzykę filmową (A jeśli to miłość?, Niezłomny) W utworze Poetorija (1968), zainspirowanym poetycką recytacją Andrieja Wozniesienskiego, stworzył nowy gatunek – „koncert dla poety”. Utwór ten, obwołany „rosyjską pasją”, wywołał nieprzychylne dla kompozytora reakcje władz. Muzyka Szczedrina, bardzo ekspresyjna, wyraźnie nawiązuje do tradycji Dmitrija Szostakowicza. Kompozytor często sięga do rosyjskiej muzyki ludowej i cerkiewnej (jego dziadek był popem). Ale równocześnie jako pierwszy kompozytor w Rosji wprowadził do muzyki collage – w finale II Koncertu fortepianowego.
Początkowo ważne miejsce w jego twórczości zajmowały utwory sceniczne – wynik współpracy z Teatrem Bolszoj. Po wyjeździe z Rosji komponował przede wszystkim muzykę instrumentalną. W Polsce wystawiano jego balety Carmen i Anna Karenina oraz wykonywano niektóre utwory instrumentalne – przede wszystkim podczas Międzynarodowych Festiwali Muzyki Współczesnej „Warszawska Jesień”.
19 listopada 2008 z rąk ministra Kultury i Dziedzictwa Narodowego Bogdana Zdrojewskiego odebrał Złoty Medal „Zasłużony Kulturze Gloria Artis”.

## Twórczość
- opery: Nie tylko miłość (1961), Martwe dusze (1977), Lolita (1994),
- balety: Konik Garbusek (1960), Carmen-suita (1960; premiera polska – Gdynia 1977), Anna Karenina (1972; premiera polska – Bydgoszcz, Opera i Operetka, 25 VI 1979), Mewa (1979), Dama z pieskiem (1985)
- Symfonie: nr 1 (1958), 25 preludiów (1965), Twarze rosyjskich bajek (2000),
- Koncerty na orkiestrę: Ozornyje czastuszki (1963), Dzwony (1968), Dawna muzyka rosyjskich cyrków prowincjalnych (1989), Korowody (1989), Cztery pieśni rosyjskie (1997)
- liczne koncerty na instrument solowy z orkiestrą, w tym 6 koncertów fortepianowych

### Wybrana muzyka filmowa
- 1957: Niezłomny
- 1961: A jeśli to miłość?
- 1967: Anna Karenina

## Odznaczenia
- Order „Za zasługi dla Ojczyzny” II klasy (2007)
- Order „Za zasługi dla Ojczyzny” III klasy (2002)
- Ludowy Artysta ZSRR (1981)
- Nagroda Państwowa Federacji Rosyjskiej (1992)
- Nagroda Leninowska (1984)
- Nagroda Państwowa ZSRR (1972)
- Złoty Medal „Zasłużony Kulturze Gloria Artis” (2008, Polska)